# フランシスコ・パチェーコ
フランシスコ・パチェーコ・デル・リオ（Francisco Pacheco del Río, 1564年 - 1644年）は、スペインの画家、美術研究家。当時は異端審問所付美術監督官でもあった。『絵画芸術論』の著者であり、これはスペインの美術研究における重要な史料となっている。ディエゴ・ベラスケスの師であり義父でもある。日本語ではパチェコと記載されることもある。エンガスとブラウンはパチェーコについて、17世紀で最も美術に関して重要な作家であるとしている。

## 生涯

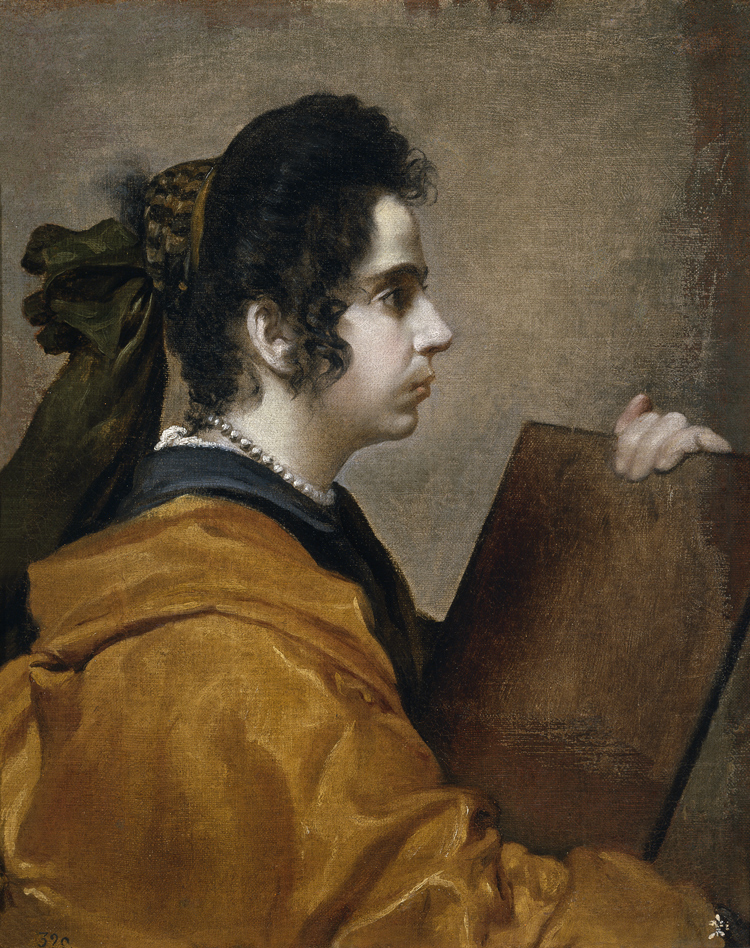
ベラスケスによる娘フアナの肖像、もしくは巫女といわれる。

幼少期から孤児となったパチェーコは、後に叔父の養子となった。セビリア大聖堂の聖堂参事会会員で優れた学者であった叔父は、パチェーコを自分の知識人たちの交友関係に紹介し、これがパチェーコの芸術志向の養成に繋がった。
1610年12月1日、ベラスケスがパチェーコの工房に入門するも、パチェーコは旅行中で不在であったと言われている。翌年9月22日、ベラスケスの父フアン・ロドリーゲス・デ・シルバとパチェーコとの間で徒弟契約が交わされる。1617年3月14日、フアン・デ・ウセーダと共にベラスケスに「聖像画家」の資格試験を課し、ベラスケスはこれに合格した。翌年4月23日娘であるフアナがベラスケスと結婚した。1623年、オリバーレス伯より旅費50ドゥカードを得たベラスケスは、パチェーコと弟子であるパレーハと共にマドリードを旅行する。1625年、ベラスケスの描いた『フェリペ四世の騎馬像』がマヨール通りで公開された際に、ソネットを書いて賛美した。1638年に『絵画論:その古代性と偉大』を脱稿した。

## 作品

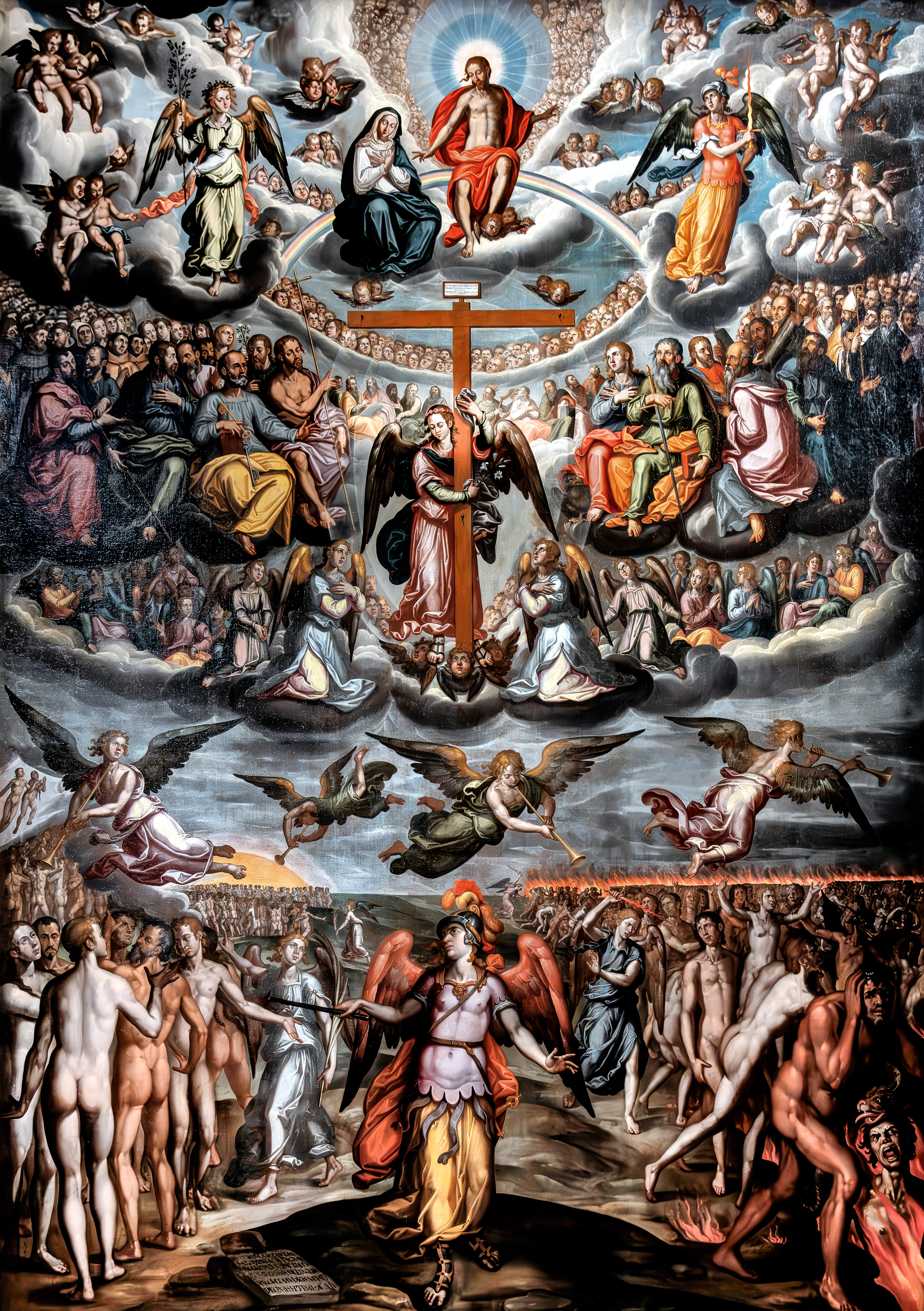
パチェーコによる『最後の審判』

主に冷たいマニエリスム風の絵画作品を描く。彼の名前はその作品よりも著作により知られている。

### 絵画
- 『最後の審判』Lo Judici Final
- 『黄金門の前で跪くヨアキムとアンナ』San Joaquín y Santa Ana arrodillados ante la Puerta 王立サン・フェルナンド美術アカデミー
- 『ミゲール・シッドのいる無原罪の御宿り』La Inmaculada con el retrato de Miguel Cid 1617年頃、セビーリャ大聖堂

### 著作
- 『肖像画集』Libro de descripción de verdaderos retratos de ilustres y memorables varones

ペンによる素描の肖像画56点が含まれている。
- 『絵画芸術論』El arte de la pintura （没後1649年出版[6]。）